# Nieder-Mockstadt
Nieder-Mockstadt ist ein Stadtteil von Florstadt im hessischen Wetteraukreis.

## Geografische Lage
Durch das Dorf führen die Bundesstraße 275 und die Landesstraße 3190. Westlich des Ortes verläuft die Bundesautobahn 45, die Teil der Europastraße 41 ist.

## Geschichte

### Ortsgeschichte
Vom 20. März 930 stammt die älteste bekannte urkundlich Erwähnung des Ortes als „inferiore Muggunstat/Muggistat“. Im 12. Jahrhundert wurde eine Pfarrei gegründet. Dieser wurde später ein Kollegiatstift angegliedert. Dort wurden Laienpriester ausgebildet. Das Stift Mockenstadt wurde im 16. Jahrhundert nach Frankfurt am Main verlegt. Im Jahre 1706 wurde der Ort Amtssitz. Er wurde von einem Amtmann verwaltet, der in den Dörfern des Amtes je einen Schultheiß einsetzte. Das Amt Mockenstadt bestand bis 1822.
Während des Novemberpogroms 1938 wurde die Inneneinrichtung der Synagoge zerstört; das Gebäude wurde von der Kommune erworben und diente als Feuerwehrgerätehaus. Der letzte jüdische Einwohner wurde Ende 1942 nach Theresienstadt deportiert. 2016 wurden vom Künstler Gunter Demnig Stolpersteine zur Erinnerung an die Opfer verlegt.
Im Jahre 1971 wurde eine Kirche errichtet. Zum 1. August 1972 wurde Nieder-Mockstadt im Zuge der Gebietsreform in Hessen kraft Landesgesetz in die Gemeinde Florstadt eingemeindet. Für Nieder-MockstadtStaden wurde ein Ortsbezirk errichtet.

### Verwaltungsgeschichte im Überblick
Die folgende Liste zeigt die Staaten und Verwaltungseinheiten, denen Nieder-Mockstadt angehört(e):
- vor 1806: Heiliges Römisches Reich, Ysenburg-Büdingen, Amt Mockstadt
- ab 1806: Fürstentum Isenburg (Rheinbund),[Anm. 2] Amt Mockstadt
- ab 1813: Generalgouvernement Frankfurt,[Anm. 3] Amt Mockstadt
- ab 1815: Kaisertum Österreich,[Anm. 4] Amt Mockstadt
- ab 1816: Großherzogtum Hessen (Souveränitätslande),[Anm. 5] Provinz Oberhessen, Amt Mockstadt (zur Standesherrschaft Isenburg gehörig)
- ab 1822: Großherzogtum Hessen, Provinz Oberhessen, Landratsbezirk Büdingen[Anm. 6]
- ab 1848: Großherzogtum Hessen, Regierungsbezirk Nidda
- ab 1852: Großherzogtum Hessen, Provinz Oberhessen, Kreis Büdingen
- ab 1867: Norddeutscher Bund,[Anm. 7] Großherzogtum Hessen, Provinz Oberhessen, Kreis Büdingen
- ab 1871: Deutsches Reich, Großherzogtum Hessen, Provinz Oberhessen, Kreis Büdingen
- ab 1918: Deutsches Reich,[Anm. 8] Volksstaat Hessen, Provinz Oberhessen, Kreis Büdingen
- ab 1938: Deutsches Reich, Volksstaat Hessen, Landkreis Büdingen[9][Anm. 9]
- ab 1945: Amerikanische Besatzungszone,[Anm. 10] Groß-Hessen, Regierungsbezirk Darmstadt, Landkreis Büdingen
- ab 1946: Amerikanische Besatzungszone, Land Hessen, Regierungsbezirk Darmstadt, Landkreis Büdingen
- ab 1949: Bundesrepublik Deutschland, Land Hessen, Regierungsbezirk Darmstadt, Landkreis Büdingen
- ab 1972: Bundesrepublik Deutschland, Land Hessen, Regierungsbezirk Darmstadt, Wetteraukreis, Gemeinde Florstadt[Anm. 11]
- ab 2007; Bundesrepublik Deutschland, Land Hessen, Regierungsbezirk Darmstadt, Wetteraukreis, Stadt Florstadt

## Bevölkerung

### Einwohnerstruktur 2011
Nach den Erhebungen des Zensus 2011 lebten am Stichtag dem 9. Mai 2011 in Nieder-Mockstadt 1503 Einwohner. Darunter waren 39 (2,6 %) Ausländer. Nach dem Lebensalter waren 270 Einwohner unter 18 Jahren, 693 zwischen 18 und 49, 318 zwischen 50 und 64 und 222 Einwohner waren älter. Die Einwohner lebten in 666 Haushalten. Davon waren 192 Singlehaushalte, 216 Paare ohne Kinder und 180 Paare mit Kindern, sowie 69 Alleinerziehende und 9 Wohngemeinschaften. In 102 Haushalten lebten ausschließlich Senioren und in 510 Haushaltungen lebten keine Senioren.

### Einwohnerentwicklung
| Nieder-Mockstadt: Einwohnerzahlen von 1834 bis 2022 | Nieder-Mockstadt: Einwohnerzahlen von 1834 bis 2022 | Nieder-Mockstadt: Einwohnerzahlen von 1834 bis 2022 | Nieder-Mockstadt: Einwohnerzahlen von 1834 bis 2022 | Nieder-Mockstadt: Einwohnerzahlen von 1834 bis 2022 |
| --- | --------------------------------------------------- | --------------------------------------------------- | --------------------------------------------------- | --------------------------------------------------- |
| Jahr |                                                     |                                                     |                                                     | Einwohner                                           |
| 1834 | 1834                                                |                                                     | 621                                                 | 621                                                 |
| 1840 | 1840                                                |                                                     | 641                                                 | 641                                                 |
| 1846 | 1846                                                |                                                     | 677                                                 | 677                                                 |
| 1852 | 1852                                                |                                                     | 699                                                 | 699                                                 |
| 1858 | 1858                                                |                                                     | 710                                                 | 710                                                 |
| 1864 | 1864                                                |                                                     | 680                                                 | 680                                                 |
| 1871 | 1871                                                |                                                     | 676                                                 | 676                                                 |
| 1875 | 1875                                                |                                                     | 709                                                 | 709                                                 |
| 1885 | 1885                                                |                                                     | 757                                                 | 757                                                 |
| 1895 | 1895                                                |                                                     | 714                                                 | 714                                                 |
| 1905 | 1905                                                |                                                     | 741                                                 | 741                                                 |
| 1910 | 1910                                                |                                                     | 753                                                 | 753                                                 |
| 1925 | 1925                                                |                                                     | 707                                                 | 707                                                 |
| 1939 | 1939                                                |                                                     | 750                                                 | 750                                                 |
| 1946 | 1946                                                |                                                     | 1.036                                               | 1.036                                               |
| 1950 | 1950                                                |                                                     | 1.016                                               | 1.016                                               |
| 1956 | 1956                                                |                                                     | 914                                                 | 914                                                 |
| 1961 | 1961                                                |                                                     | 869                                                 | 869                                                 |
| 1967 | 1967                                                |                                                     | 947                                                 | 947                                                 |
| 1970 | 1970                                                |                                                     | 997                                                 | 997                                                 |
| 1980 | 1980                                                |                                                     | ?                                                   | ?                                                   |
| 1990 | 1990                                                |                                                     | ?                                                   | ?                                                   |
| 2000 | 2000                                                |                                                     | ?                                                   | ?                                                   |
| 2011 | 2011                                                |                                                     | 1.503                                               | 1.503                                               |
| 2015 | 2015                                                |                                                     | 1.469                                               | 1.469                                               |
| 2022 | 2022                                                |                                                     | 1.436                                               | 1.436                                               |
| Datenquelle: Historisches Gemeindeverzeichnis für Hessen: Die Bevölkerung der Gemeinden 1834 bis 1967. Wiesbaden: Hessisches Statistisches Landesamt, 1968. Weitere Quellen: LAGIS; Gemeinde Florstadt; Zensus 2011; 2022 |                                                     |                                                     |                                                     |                                                     |

### Historische Religionszugehörigkeit
| • 1961: | 760 evangelische (79,64 %), 96 katholische (11,05 %) Einwohner |

## Politik
Für Nieder-Mockstadt besteht ein Ortsbezirk (Gebiete der ehemaligen Gemeinde Nieder-Mockstadt) mit Ortsbeirat und Ortsvorsteher nach der Hessischen Gemeindeordnung.
Der Ortsbeirat besteht aus sieben Mitgliedern. Bei den Kommunalwahlen in Hessen 2021 betrug die Wahlbeteiligung 48,45 %. Dabei wurden gewählt: ein Mitglied der CDU, zwei Mitglieder der SPD und vier Mitglieder des Bündnis 90/Die Grünen. Der Ortsbeirat wählte Stephan Mickel (Grüne) zum Ortsvorsteher.

## Infrastruktur

### Verkehr
Nieder-Mockstadt liegt an der Bundesstraße 275 und der Landesstraße 3190. Über die B 275 ist die nächste Anschlussstelle der Bundesautobahn 45 rund einen Kilometer entfernt.
Den öffentlichen Personennahverkehr mit Bussen stellt die Verkehrsgesellschaft Oberhessen GmbH im Rahmen des Rhein-Main-Verkehrsverbundes sicher.

### Öffentliche Einrichtungen
- Bürgerhaus Nieder-Mockstadt
- Freiwillige Feuerwehr Nieder-Mockstadt

## Kulturdenkmäler
Siehe: Liste der Kulturdenkmäler in Nieder-Mockstadt

## Persönlichkeiten
- Gustav Hoffmann (* 4. Januar 1806 in Nieder-Mockstadt; † 6. Dezember 1872 in Dieburg), Förster und Politiker